# Ornithogalum libanoticum
Ornithogalum libanoticum är en sparrisväxtart som beskrevs av Pierre Edmond Boissier. Ornithogalum libanoticum ingår i släktet stjärnlökar, och familjen sparrisväxter. Inga underarter finns listade i Catalogue of Life.